# Boeing Classic
De Boeing Classic is een golftoernooi dat deel uitmaakt van de Amerikaanse Champions Tour. Het toernooi werd in 2005 gestart en wordt altijd in de maand augustus gespeeld op de TPC Snoqualmie Ridge, een besloten golfclub in de staat Washington die in 1999 werd geopend. De baan is ontworpen door Jack Nicklaus.
Het prijzengeld is in de loop der jaren opgelopen tot $ 2.000.000, waarvan de winnaar $ 300.000 krijgt. Het toernooi bestaat uit drie rondes van 18 holes, en wordt voorafgegaan door twee Pro-Am's.
In 2007 werd de grootste play-off van de geschiedenis van de Champions Tour gespeeld. Zeven spelers eindigden met een score van 2007. Watson won met een eagle op de tweede extra hole.

## Winnaars
| Jaar                           | Winnaar                        | Score                          | Score                          | Info                                                                                                 |
| Boeing Greater Seattle Classic | Boeing Greater Seattle Classic | Boeing Greater Seattle Classic | Boeing Greater Seattle Classic | Boeing Greater Seattle Classic                                                                       |
| ------------------------------ | ------------------------------ | ------------------------------ | ------------------------------ | --- |
| 2005                           | David Eger                     | 199                            | –17                            | |
| 2006                           | Tom Kite po                    | 201                            | –15                            | Won de play-off van Keith Fergus                                                                     |
| Boeing Classic                 |                                |                                |                                | |
| 2007                           | Denis Watson po                | 207                            | –9                             | Won de play-off van R.W. Eaks, David Eger, Gil Morgan, Naomichi Ozaki, Dana Quigley en Craig Stadler |
| 2008                           | Tom Kite                       | 202                            | –14                            | |
| 2009                           | Loren Roberts                  | 198                            | –18                            | |
| 2010                           | Bernhard Langer                | 198                            | –18                            | |
| 2011                           | Mark Calcavecchia po           | 202                            | –14                            | Won de play-off van Russ Cochran Eerste zege op de Champions Tour                                    |
| 2012                           | Jay Don Blake po               | 206                            | –10                            | Won de play-off van Mark O'Meara                                                                     |
| 2013                           | John Rieger R                  | 201                            | –15                            | Eerste zege op de Champions Tour                                                                     |
| 2014                           | Scott Dunlap po                | 200                            | –16                            | Won de play-off van Mark Brooks                                                                      |

| Toernooirecord |  | po = gewonnen na play-off |  | R = rookie |

## Trivia
- In 2007 werd er een play-off record neergezet op de Champions Tour: play-off met zeven golfers

 Mitsubishi Electric Championship at Hualalai ·
 Hassan II Golf Trophy ·
 Chubb Classic ·
 Cologuard Classic ·
 Hoag Classic ·
 Galleri Classic ·
 James Hardie Pro-Football Hall of Fame Invitational ·
 Mitsubishi Electric Classic ·
 Insperity Invitational ·
 The Tradition ·
 Senior PGA Championship ·
 Principal Charity Classic ·
 American Family Insurance Championship ·
 Senior Players Championship ·
 US Senior Open ·
 Dick's Open ·
 The Senior Open Championship ·
 Boeing Classic · 
 Rogers Charity Classic ·
 The Ally Challenge
 Stifel Charity Classic ·
 Sanford International ·
 PURE Insurance Championship ·
 Constellation Furyk and Friends ·
 SAS Championship ·
 Dominion Energy Charity Classic ·
 Simmons Bank Championship ·
 Charles Schwab Cup Championship ·